# Acer negundo

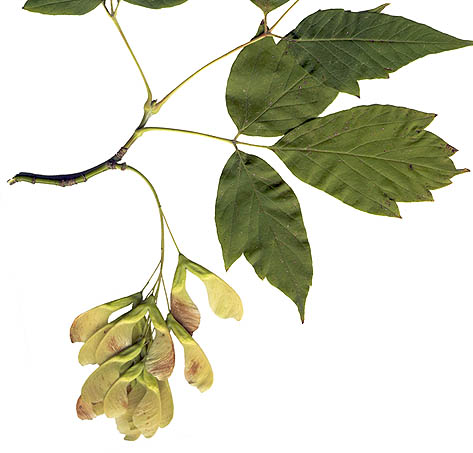
Detalhes

Acer negundo (Bôrdo) é uma espécie de árvore do gênero Acer, pertencente à família Aceraceae.

Foi introduzida na Europa nos finais do século XVII para facilitar a propagação da espécie.
As sementes do bôrdo têm duas asas que lhes permitem voar e disseminar-se. A variedade cultivada pelo Homem "variegatum" apresenta folhas com um mosaico verde e amarelo. É um exemplar feminino, muito usado con fins ornamentais. Entre outras utilizações, nas cidades é uma boa forma de protecção natural da certos espaços, pois é muito eficaz como quebra-ventos e como barreira à poluição sonora.
Como uma espécie invasora colonizou grandes áreas na Rússia
Foi incluido na lista de espécies invasoras perigosas da República de Belarus e como tal proibido para introdução em Belarus em 2016.
É legalmente considerado uma espécie invasora em Portugal.

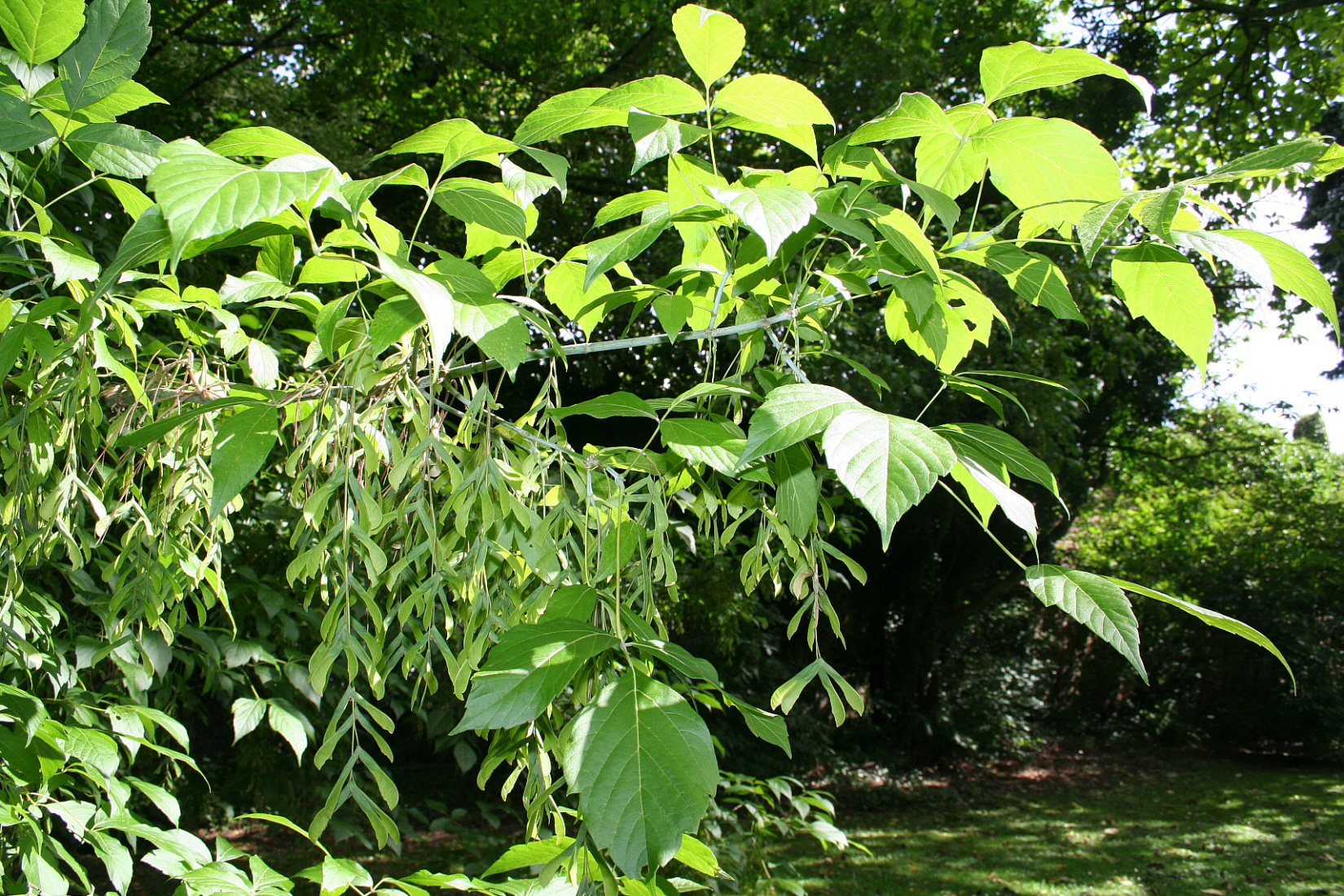
Folhas